# Pablo Oyarzún
Pablo Oyarzún Robles (1950, Santiago) es un filósofo, escritor, traductor, ensayista y académico chileno. Actualmente ejerce como académico de las facultades de Arte y de la Facultad de Filosofía y Humanidades de la Universidad de Chile. Es conocido por haber desarrollado una extensa labor académica y de investigación caracterizada por centrarse en la reflexión en torno a problemas centrales de la filosofía del arte y la disciplina estética, junto con variados temas referidos a la significación y consecuencias epocales de la modernidad, en los respectivos ámbitos plásticos, visuales y literarios.

## Biografía
Estudió Biología (parcialmente), Filosofía, Literatura e Historia en la Universidad de Chile, Teología (parcialmente) en la Universidad Católica de Chile y Filosofía en la Universidad Johann Wolfgang Goethe de Frankfurt. Obtuvo el grado de Licenciado por la Universidad de Chile tras la presentación de una tesis en torno a la obra del artista francés Marcel Duchamp

## Carrera Profesional
Es Profesor de Filosofía y Estética en la Universidad de Chile y de Metafísica y Filosofía Moderna y Contemporánea en la Pontificia Universidad Católica de Chile, y Director del Seminario Central de Investigación de la Pontificia Universidad Católica de Valparaíso. Ha sido Profesor Visitante en Venezuela, Argentina, Colombia, Holanda y Estados Unidos, y conferencista en diversas universidades y centros de Europa, Estados Unidos y América Latina.
Fue Vicedecano y posteriormente Decano de la Facultad de Artes de la Universidad de Chile (1991-1994, 2003-2010) y actualmente es Director Ejecutivo de la Iniciativa Bicentenario de Revitalización de las Humanidades, Artes, Ciencias Sociales y de la Comunicación y del Doctorado en Filosofía, mención Estética y Teoría del Arte, de la misma institución. Fue Director Responsable y Director Alterno de cuatro proyectos MECESUP y miembro de los Comités Académicos de otros tres.
Entre 1997 y 2006 fue miembro electo de la Comisión de Proyecto Institucional, la Comisión Normativa Transitoria y la Comisión Senado Universitario, órganos todos que generaron el nuevo Estatuto y el último de ellos el Proyecto de Desarrollo Institucional de la Universidad de Chile, siendo parte de la comisión que elaboró su redacción. 
Es actualmente integrante del Grupo de Estudios de Filosofía de FONDECYT, de la Cátedra UNESCO de Filosofía y vocal de la Sociedad de Estudios Kantianos en Lengua Española. Además de ser decano de la Facultad de Artes y director del doctorado en Estética de la Universidad de Chile.
En 2022 fue candidato a Rector de la Universidad de Chile.

## Vida académica
Tiene más de 400 publicaciones entre libros, capítulos de libros, ensayos, artículos y críticas, sobre temas de metafísica y ontología, filosofía moral y política, epistemología, filosofía del lenguaje, estética y teoría y crítica de arte y literatura, cultura, educación y política. Ha publicado también traducciones de obras de Epicuro, Pseudo-Longino, Swift, Kant, Baudelaire, Kleist, Benjamin y Celan. Desde 1975 ha tenido 29 proyectos auspiciados, 23 de ellos con periodicidad ininterrumpida a partir de 1987, 16 de los cuales, hasta el presente, han sido obtenidos en los concursos de FONDECYT. Ha participado en unos 130 congresos, simposios y seminarios, la mayoría de ellos internacionales, como expositor y miembro de comisiones organizadoras, manteniendo también una constante actividad de extensión, a través de la dictación de conferencias y la participación en paneles y mesas redondas en Chile y el extranjero. Integra diversos Consejos Editoriales de publicaciones especializadas dentro y fuera del país.

## Publicaciones

### Libros destacados
- Oyarzún, P. (1996). El dedo de Diógenes: La anécdota en filosofía. Dolmen Ediciones.
- Oyarzún, P. (2000). Anestética del Ready Made. Universidad Arcis.
- Oyarzún, P. (2001). El Rabo del Ojo. Ejercicios y conatos de crítica. Universidad Arcis.
- Oyarzún, P. (2001). La Desazón de lo moderno: problemas de la modernidad. Escuela de Filosofa, Universidad Arcis.
- Oyarzun, P. (2005). Entre Celan y Heidegger. Santiago: Ediciones Metales Pesados.
- Oyarzún, P. (2006). De lenguaje, historia y poder: diez ensayos sobre filosofía contemporánea: Nietzsche, Wittgenstein, Benjamin, Gadamer, Lévinas. Universidad de Chile.
- Oyarzún, P. (2009). La letra volada: ensayos sobre literatura. Universidad Diego Portales.

- Oyarzún, P. (2010). Razón del éxtasis: estudios sobre lo sublime de Pseudo-Longino a Hegel. JH, Fondo Juvenal Hernández Jaque.

## Distinciones
- Mención (premio, año)
- En 2010 recibió la Medalla Juvenal Hernández Jaque, que se concede a los académicos que se han destacado por su calidad y contribución científicas y por su compromiso con la Universidad de Chile.
- Ha ganado en dos oportunidades el premio de ensayo del Fondo del Libro y la Lectura.